# Терехово (Карелия)
Те́рехово — деревня в составе Великогубского сельского поселения Медвежьегорского района Республики Карелия.

## Общие сведения
Расположена на южном берегу озера Космозеро, на автодороге Великая Губа—Толвуя.

## Население
| 2002 | 2010 | 2013 |
| ---- | ---- | ---- |
| 3    | ↘0   | →0   |

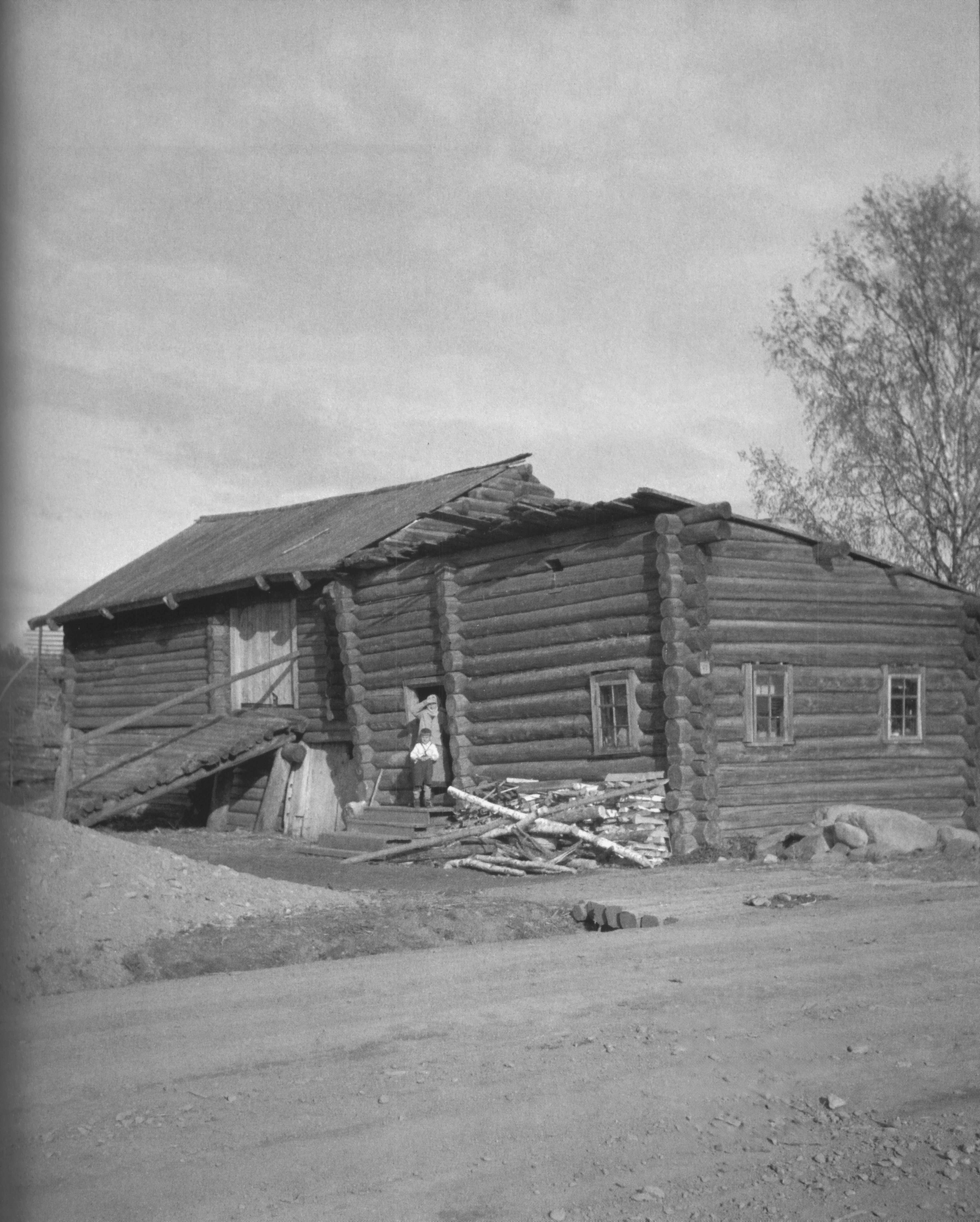
Изба и хозяйственный двор около большой дороги, ведущей в Великую Губу (1944 год)